# Divadlo poPUD
divadlo poPUD je brněnské amatérské divadlo. Bylo založeno v roce 2010 Alexandrem Průšou, který přivedl některé herce z Průšova uměleckého-úchylného divadla, které působí na Fakultě sociálních studií MU v Brně, a pozval do souboru herce nové.

## Repertoár a historie
První hrou divadla poPUD bylo pásmo autorských aktovek a minidramat aktovky z popudu (premiéra 24. září 2009). První aktovky byly nazkoušeny ještě v P.U.D., nové připsány a dozkoušeny již po vzniku divadla poPUD. Odehrálo se 7 představení.
Další hra autora Sławomira Mrożka Striptýz. Trosečníci. a Policajti! již byla první inscenace nazkoušená výhradně v divadle poPUD. Vznikla spojením tří kratší textů plných „absurdity, krásných slov, svobody, demokracie a také svlékání, převlékání, jídla, hladu a bomb“. Tato hra měla premiéru 8. prosince 2010 a zaznamenala 7 repríz.
Koncem roku 2011 soubor uspořádal první ročník brněnského festivalu amatérského divadla divadelníBAF!. Zároveň to byla jeho poslední akce na dosavadní domovské scéně v Sálu B. Bakaly a od roku 2012 se přestěhoval do Café Paradigma, nedaleké kavárny s kulturním klubem.
Právě pro ni divadlo poPUD napsalo site-specific hru Budování kavárny, aneb Neotevírací večírek (premiéra 25. dubna 2012). Hra mapuje problémy budoucího kavárníka s úřady; je zasazena přímo do prostředí Café Paradigma, které již mělo být kavárnou, ale stále není. Diváci procházejí kavárnou s průvodcem a na různých místech sledují scénky, dramata a další vylomeniny. Inscenace měla 2 reprízy.
Nejnovějším počinem je poloautorská hra Potopa (obnovená premiéra 22. listopadu 2012). Starší verzi hrálo již školní P.U.D. (tehdy tvořené zejména dnešními členy divadla poPUD). Hra se odehrává posledních několik hodin před vyplutím Noemovy archy, kdy vybraná zvířátka slaví, nevybraná již méně a některá se ještě pokoušejí zachránit.
Sezona 2013–2014 přinesla nejprve hru 3+1 s Antonem Pavlovičem (premiéra 24. listopadu 2013), poté komedii Romeo a Julie (v kostce) (premiéra 13. března 2014) a také odchod zakladatele a dosavadního šéfa souboru Alexandra Průši. Novou principálkou se stala Zuzana Neuvirtová.

## Účasti
- 20. února 2010, Přehlídka Na(ne)čisto 2010, V-Klub, Liberec
- 25. dubna 2010, Doprovodný program festivalu Majáles 2010, Slévárna Vaňkovka, Brno
- 11. března 2011, Přehlídka Na(ne)čisto 2011, Liberec
- 6. srpna 2011, Festival Dokořán, Karviná
- 22. listopadu 2012, Festival divadelníBAF!, Café Paradigma, Brno
- 8. března 2013, Přehlídka Valašské Křoví, Kulturní dům Sokolovna, Slavičín
- 24. dubna 2013, Festival Brněnský lunapark, Café Laundry, Brno
- 2. května 2013, Festival Brněnský lunapark, Anděl Café, Brno
- 30. května 2013, Přehlídka S.I.T.K.O. 2013, JAMU, Brno